# Carl Wollek
Carl Wollek (auch Karl Wollek, Karel Volek; * 31. Oktober 1862 in Brünn; † 3. September 1936 in Wien) war ein österreichischer Bildhauer.

## Leben
Wollek absolvierte ein Jahr an der Wiener Kunstgewerbeschule bei Otto König, ging dann nach München an die Akademie zu Syrius Eberle. Er arbeitete an der Ausschmückung des Berliner Reichstagsgebäudes mit und bereiste dann mit einem Stipendium Italien, Belgien und Frankreich. Für das Deutsche Haus in Brünn schuf er vier überlebensgroße Figuren. Auf dem Hauptplatz in Krnov fertigte er in 1908 eine bronzene Reiterstatue von Kaiser Franz Joseph I. an (im Jahr 1918 entfernt).
Er war in der Folge in Wien und in Brünn sehr aktiv, schuf Brunnenfiguren, Grabdenkmäler, Porträtbüsten etc. Stilistisch begann er mit gründerzeitlichem Neubarock und fand mit dem Wechsel des Zeitgeschmacks zu einfacheren Formen.
1911 erhielt er den Kaiserpreis für seine (nicht mehr existierende) große Statue Wieland der Schmied vor der Fliegerakademie in Wiener Neustadt.
1913 wurde er Mitglied der Wiener Freimaurerloge Zukunft.
Im Jahr 1953 wurde in Wien-Donaustadt (22. Bezirk) der Wollekweg nach ihm benannt.

## Werke (Auswahl)

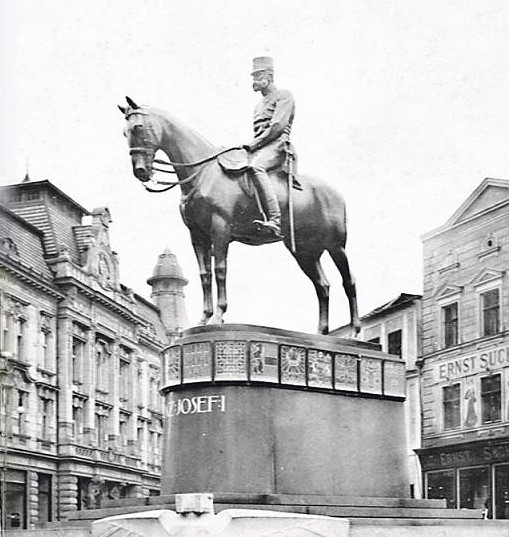
Reiterstatue Kaiser Franz Joseph I in Krnov
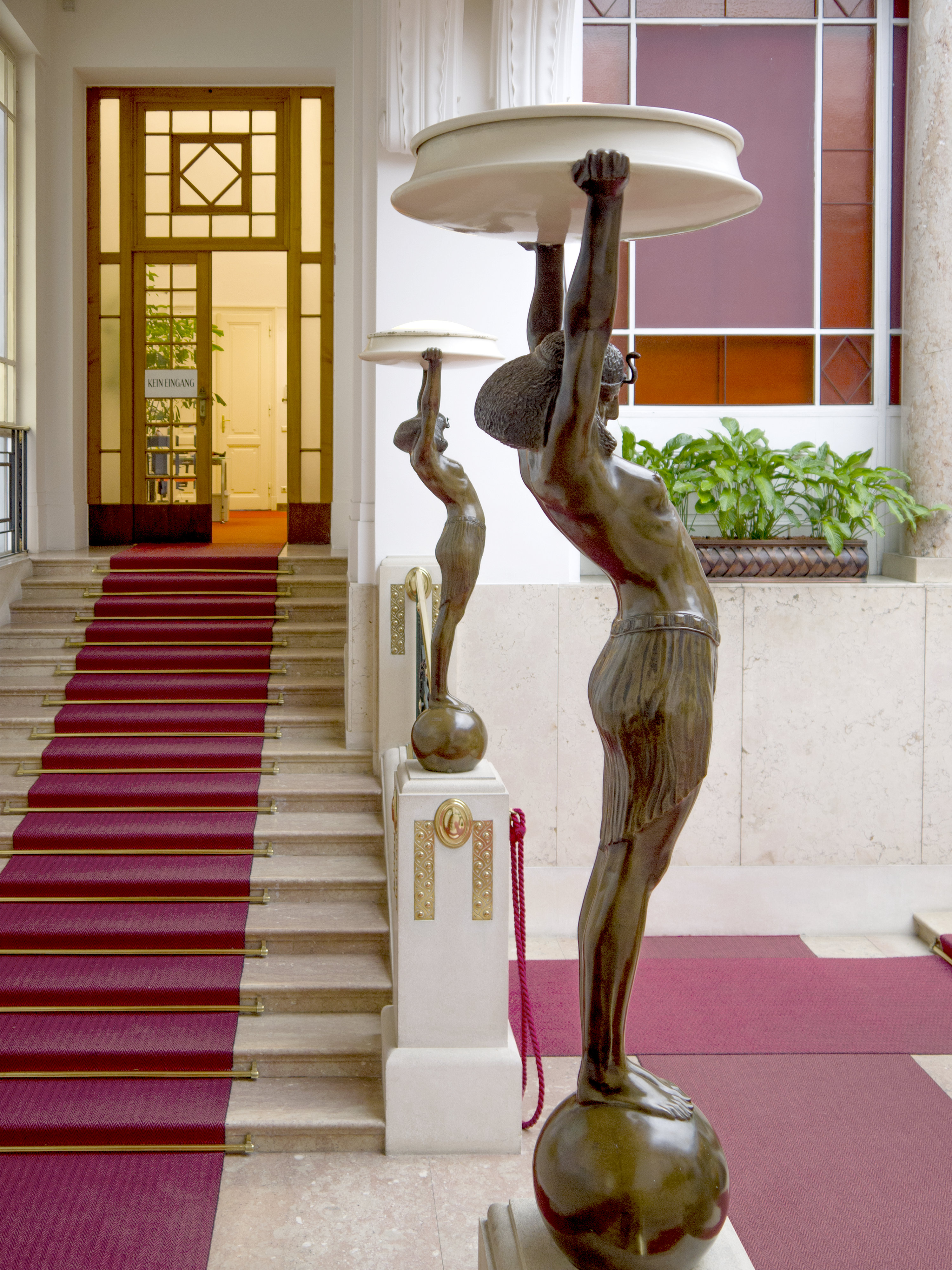
Wirtschaftskammer am Stubenring: diverse Figuren von Carl Wollek
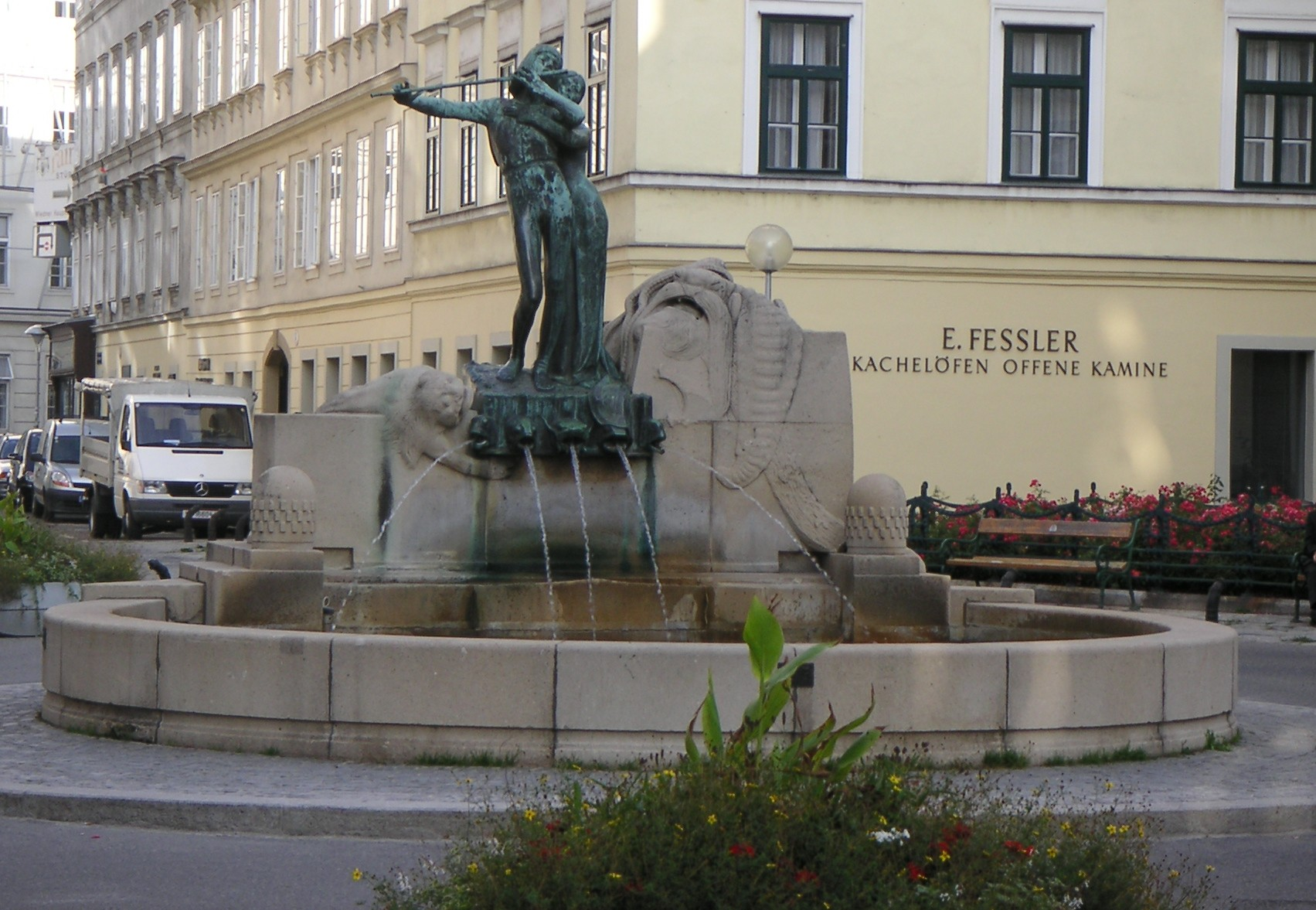
Mozart-Brunnen
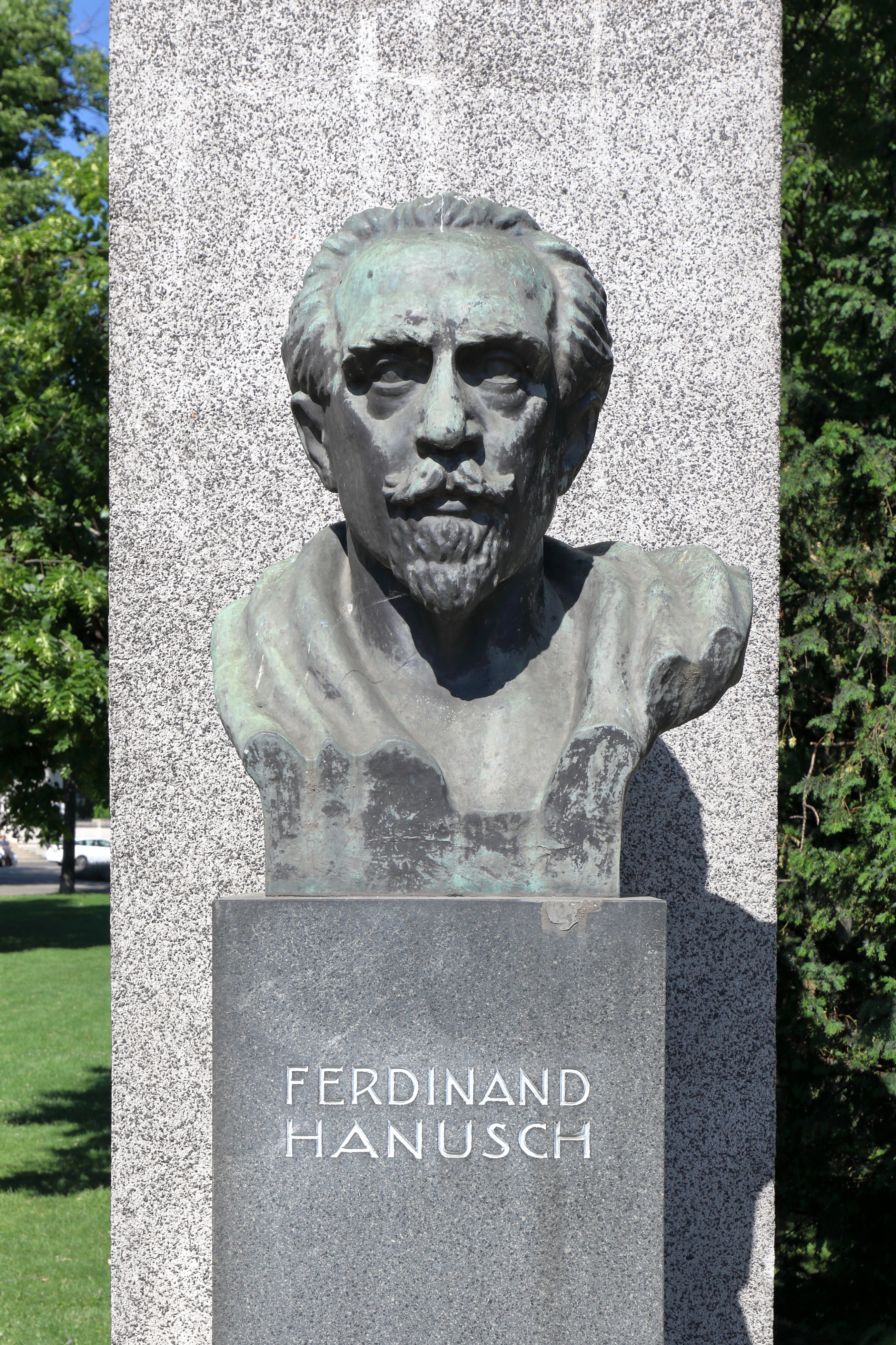
Republikdenkmal – Ferdinand Hanusch von Mario Petrucci nach einem Entwurf von Carl Wollek
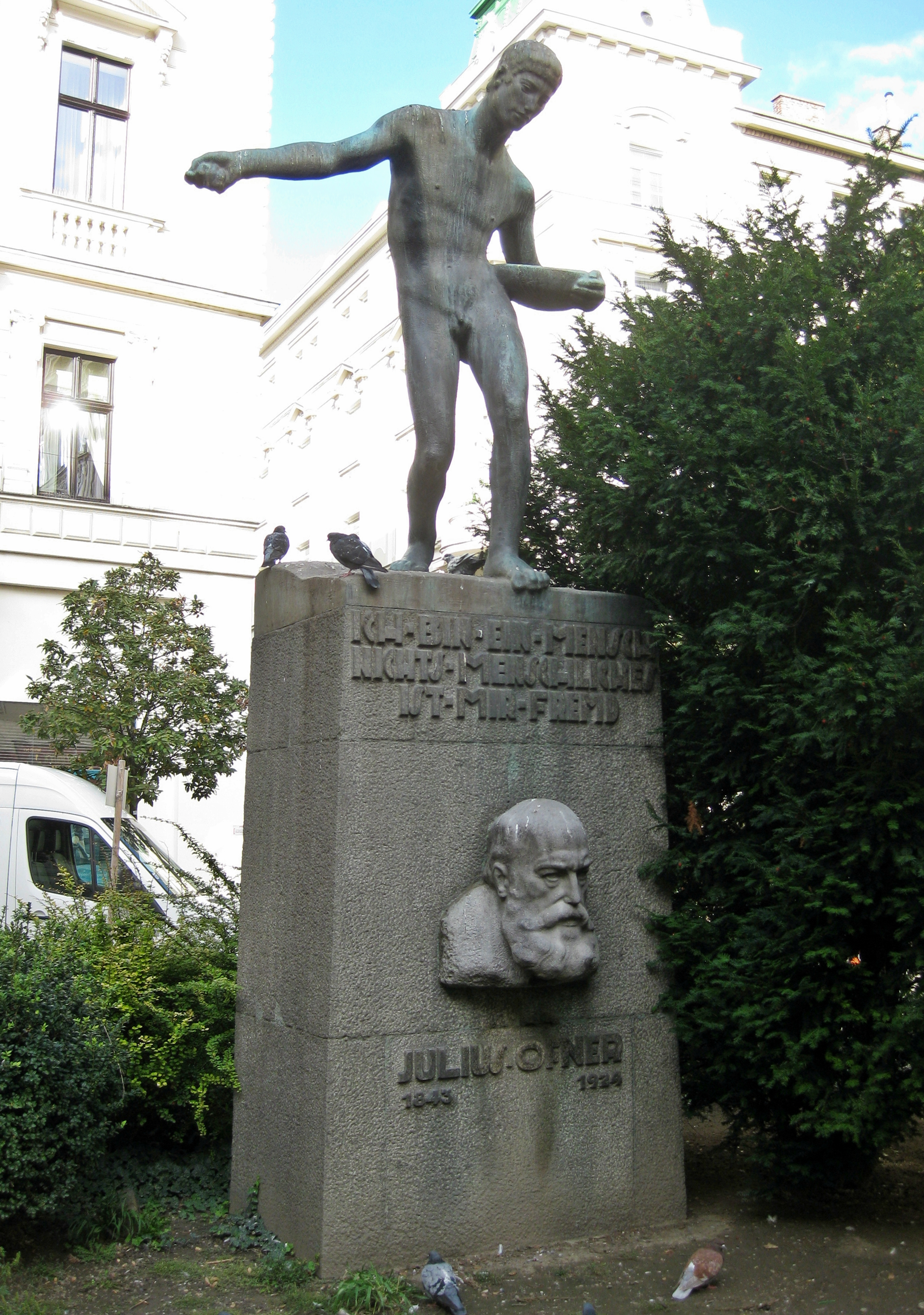
Julius-Ofner-Denkmal in Wien-Leopoldstadt
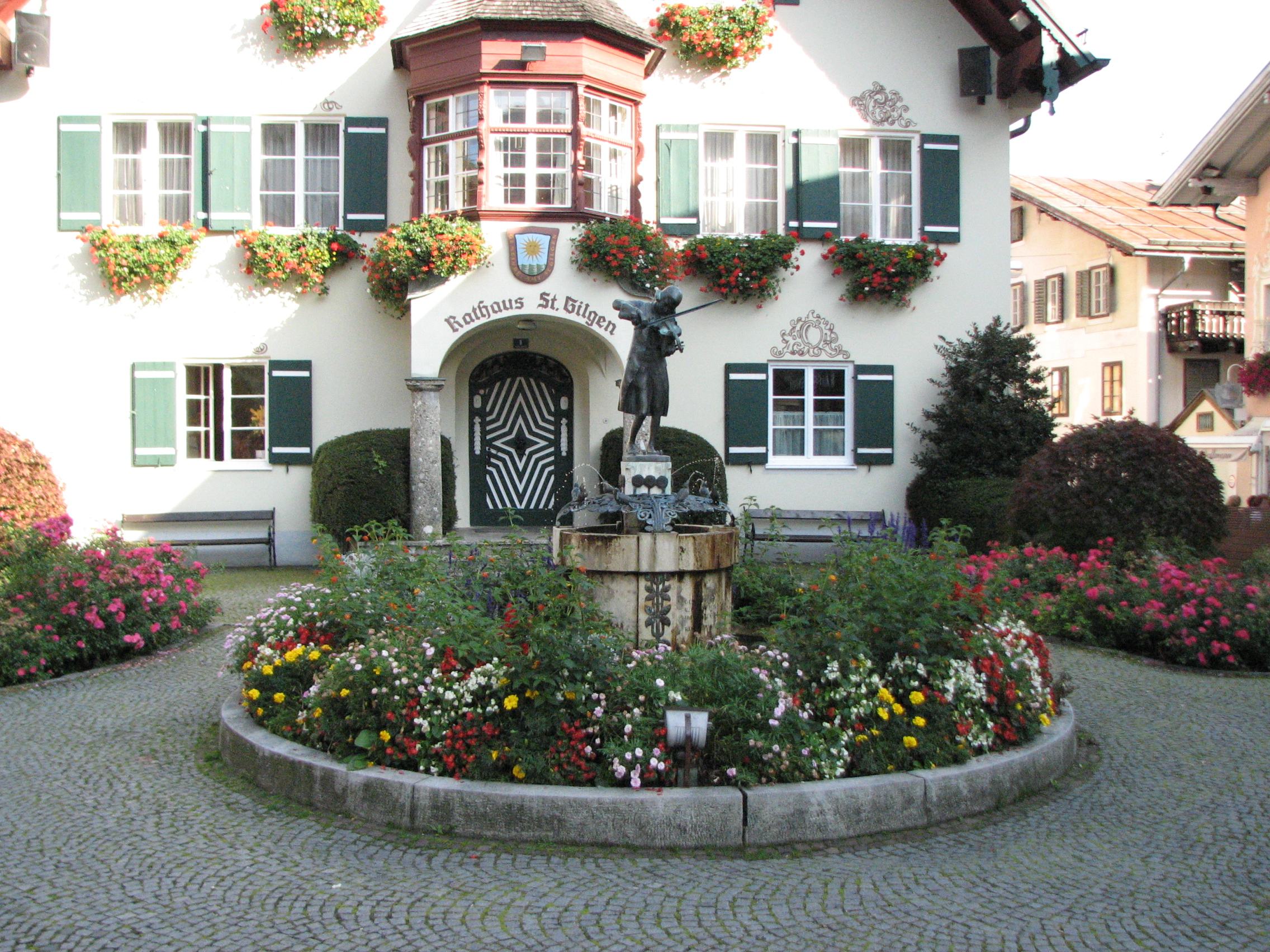
Mozartbrunnen in St. Gilgen
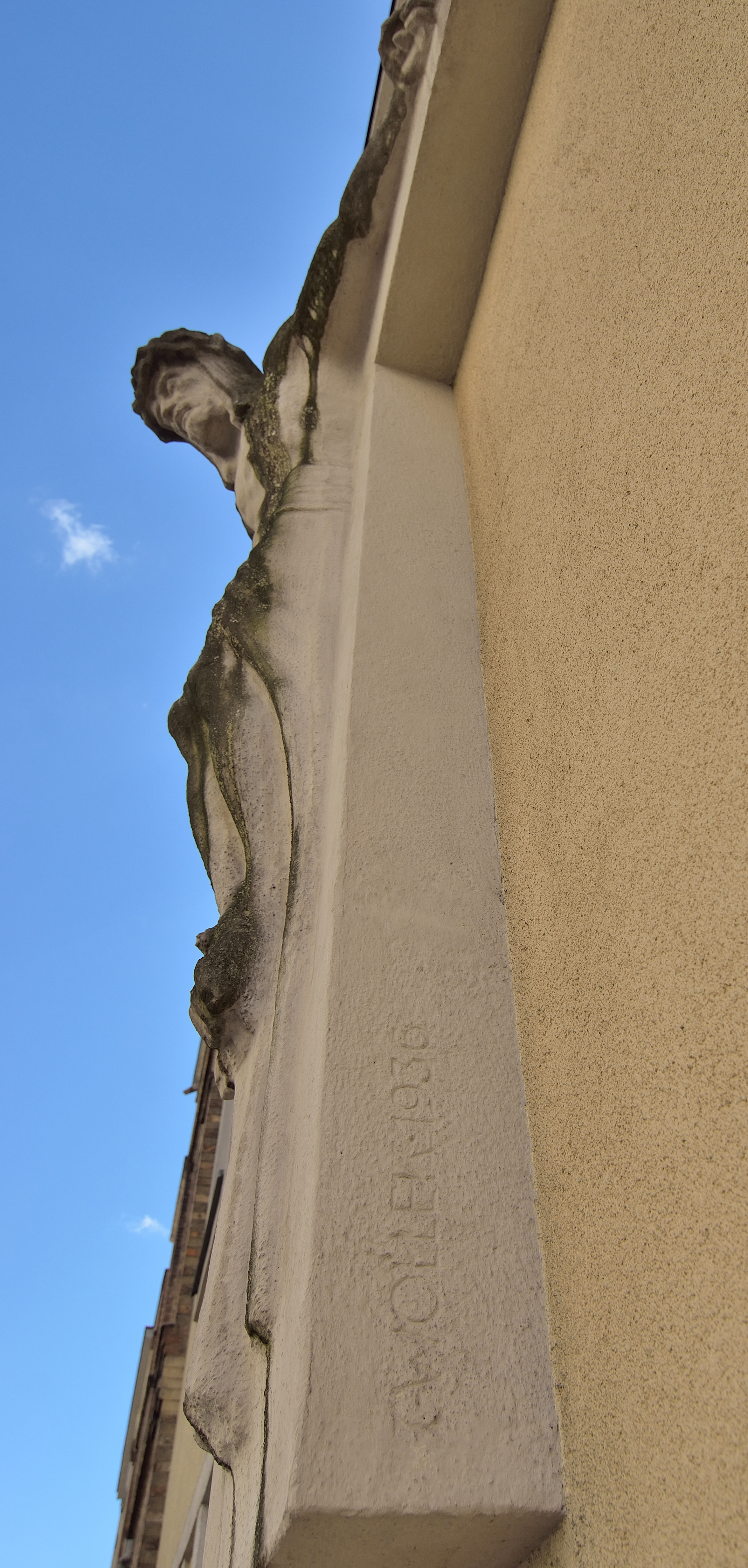
Kruzifix in der Einsiedlergasse